# Neuguinea-Araukarie

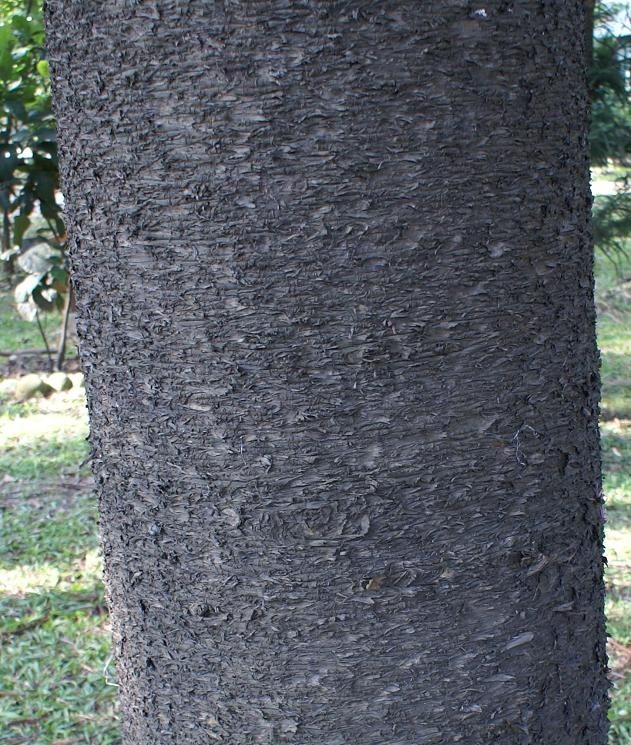
Borke des Stammes

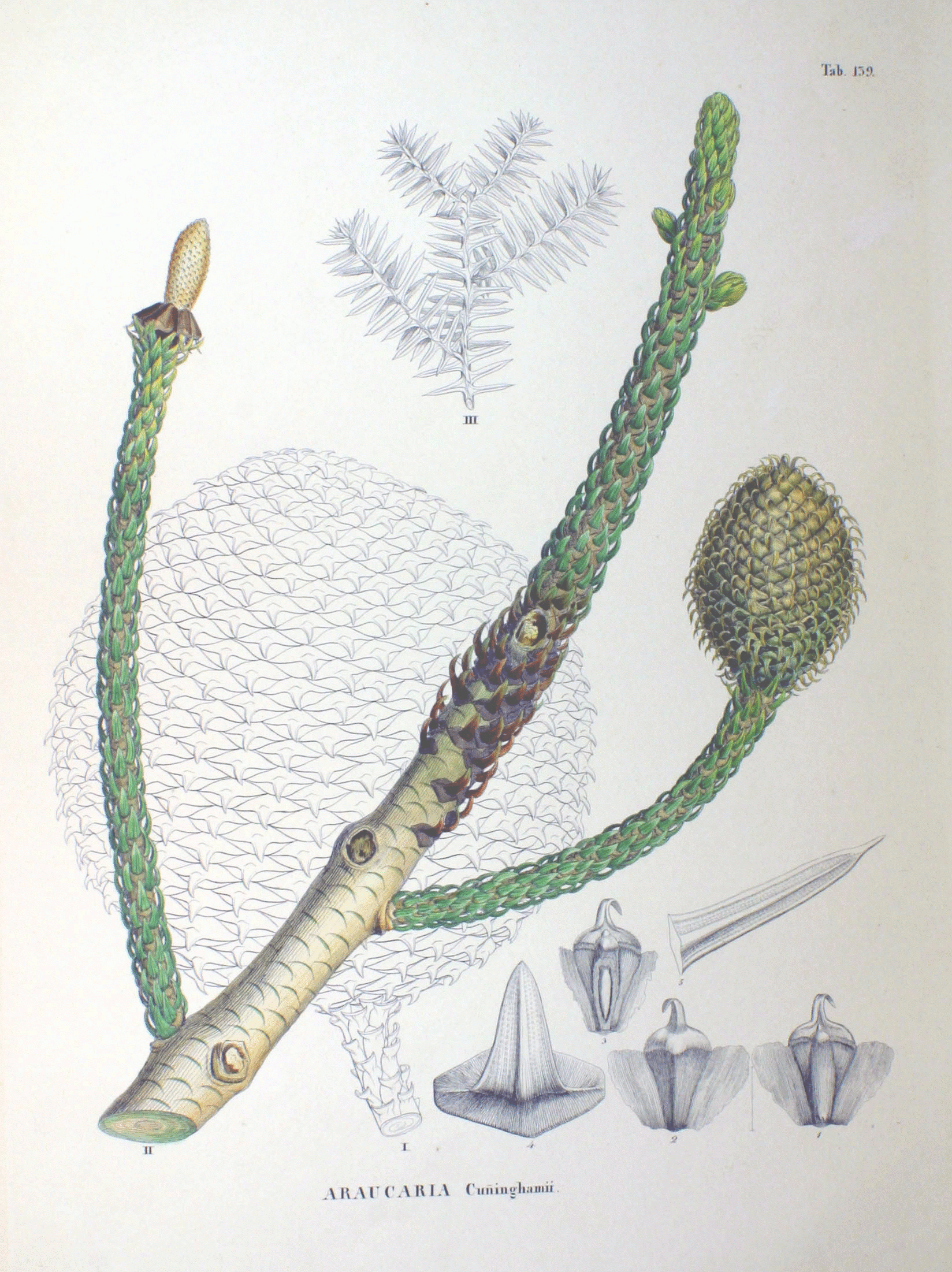
Illustration

Die Neuguinea-Araukarie (Araucaria cunninghamii) ist eine Pflanzenart aus der Gattung der Araukarien (Araucaria) in der Familie der Araukariengewächse (Araucariaceae). Die Araucaria cunninghamii ist auf Neuguinea und im nordöstlichen Australien heimisch.

## Beschreibung
Die Neuguinea-Araukarie wächst als immergrüner Baum und erreicht Wuchshöhen bis zu 60 Meter. Die Flora of China spricht sogar von bis zu 70 Metern. Damit gehört sie zu den „Überstehern“, die über das Kronendach ragen. In der Botanica werden andererseits Wuchshöhen lediglich bis 35 Meter angegeben, da sie ebenfalls ein Baum der Kronenschicht sein kann.
Es werden bis über 100 Zentimeter Stammumfang erreicht. Der Baum kann ein Alter von 450 Jahren erreichen. Die Borke des Stammes ist an jungen Bäumen kupferfarben, im Alter wird sie graubraun bis dunkelgrau, rau und quergerippt; sie löst sich in dünnen horizontalen Bändern ab. Die Borke ist stark harzhaltig. Die Baumkrone ist beim jungen Baum eher zylindrisch; ältere Bäume bilden eine verflachte Kronenspitze aus. An langen Haupttrieben stehen kleine Zweige gehäuft am Astende. Die Zweige des frischen Austriebs sind bis 2 Zentimeter dick.
Die Belaubung weist zwei verschiedene Typen auf. Die Laubblätter von jungen Bäumen und flachen Seitenzweigen sind locker angeordnet, nadelförmig, sichelförmig gebogen, pfriemförmig oder mehr dreieckig. Sie sind 0,7 bis 1,7 Zentimeter lang und an der Basis etwa 2,5 Millimeter breit. Sie sind spitz zulaufend mit stacheliger Spitze. Die Stomata verlaufen abaxial, sind aber nur schwach ausgeprägt. Die zweite Blattform tritt bei erwachsenen Bäumen an den aufstrebenden und zapfentragenden Zweigen auf. Diese Blätter sind dicht angeordnet und überlappen sich gegenseitig; sie sind aufwärts gebogen, glänzend und auf der abaxialen Seite graugrün. Sie sind eiförmig bis dreieckig, 0,6 bis 2 Zentimeter lang und an der Basis etwa 4 Millimeter breit; sie besitzen beiderseits Stomata.
Die Neuguinea-Araukarie ist einhäusig getrenntgeschlechtig (monözisch); es können über 200 Jahre vergehen, bis die Zapfenproduktion einsetzt. Die männlichen Zapfen sitzen an den Zweigenden; sie sind zylindrisch bis ovoid oder ellipsoid, 2 bis 3 Zentimeter lang und 5 bis 7 Millimeter dick. Sie besitzen kurze Hüllblätter und 10 Schuppen. Die Mikrosporophylle sind stumpf rhombisch.
Die weiblichen Zapfen sind eiförmig bis ellipsoid, symmetrisch, 6 bis 10 Zentimeter lang und 5 bis 8 Zentimeter breit. Die Zapfenschuppen sind schmal obovat. Sie besitzen zurückgebogene Dornfortsätze, die bei der australischen Varietät länger als bei der Varietät papuana auf Neuguinea sind. Die Samen sind ellipsoid, 1,5 Zentimeter lang und 6 bis 7 Millimeter breit. Der Same besitzt einen schmalen Flügel; die Verbreitung der Samen erfolgt durch den Wind. 
Der Keimling besitzt zwei Kotyledonen und keimt epigäisch.

## Vorkommen
Die Heimat der Neuguinea-Araukarie liegt in Australien und auf Neuguinea. Die Typ-Varietät Araucaria cunninghamii var. cunninghamii (siehe Kapitel Systematik) ist in Australien im nordöstlichen New South Wales und im östlichen Queensland heimisch. Das Verbreitungsgebiet erstreckt sich vom nördlichen Queensland südlich bis nach Coffs Harbour in New South Wales. Die Habitate befinden sich in küstennahen tropischen und subtropischen Regenwäldern in Höhenlagen vom Meeresspiegel bis in 1000 Meter; es werden eher trockene Standorte mit relativ mageren oder steinigen Böden bevorzugt. Die Varietät Araucaria cunninghamii var. papuana besitzt Naturstandorte auf Neuguinea im Arfakgebirge im westlichen Teil der Insel.
Araucaria cunninghamii wird heute auch in anderen Teilen Australiens und in China gepflanzt.

## Systematik
Diese Art wurde nach WCSP durch Mudie 1829 als Araucaria cunninghamii in The Picture of Australia, p. 133 erstbeschrieben. Andere Beschreibungen erfolgten später:
So beispielsweise nach den Angaben der Kew Checklist 1837 im Werk A description of the genus Pinus von A. B. Lambert (das Lambert, teilweise in Zusammenarbeit mit David Don, in mehreren Auflagen herausgegeben hat) beschrieben. Den Angaben bei GRIN zufolge gab es jedoch schon 1832 und 1830 entsprechende Veröffentlichungen von Lambert und Sweet.
Innerhalb der Art werden zwei Varietäten unterschieden:
- Araucaria cunninghamii Mudie var. cunninghamii
- Araucaria cunninghamii var. papuana Lauterb.[7]

Dabei ist die Nominatform in Australien heimisch, die Varietät Araucaria cunninghamii var. papuana dagegen auf der Insel Neuguinea. Möglicherweise ist die Population auf Magnetic Island als eine weitere Varietät Araucaria cunninghamii var. glauca (Antoine) Endl. 1847 anzusehen. 
Mit dem Artepitheton cunninghamii wird der englische Botaniker Allan Cunningham (1791–1839) geehrt.
Innerhalb der Gattung der Araukarien (Araucaria) wird Araucaria cunninghamii zusammen mit der auf der Norfolk-Insel heimischen Zimmertanne (Araucaria heterophylla) und 13 auf Neukaledonien endemischen Arten in die Sektion Eutacta gestellt.
Synonyme für Araucaria cunninghamii sind Altingia cunninghamii (Mudie) Corrie 1834, Eutacta cunninghamii (Mudie) Link 1842 und Eutassa cunninghamii (Mudie) G.Don 1839.

## Nutzung
Das Holz ist blass gelbbraun getönt mit feiner Maserung; es wird als Möbelholz und für Fußböden verwendet; früher wurden auch Streichhölzer und Schachteln daraus hergestellt.